# Egzekutor (film 1999)
Egzekutor – polski film obyczajowy w reżyserii Filipa Zylbera z 1999 roku.

## Obsada aktorska
- Rafał Mohr − Alex
- Teresa Marczewska − Matka Alexa
- Jan Frycz − Wiktor
- Paulina Kinaszewska − Maja
- Janusz Gajos − Kowalik
- Borys Jaźnicki − pracownik klubu
- Piotr Adamczyk − lekarz
- Ireneusz Dydliński

## Opis fabuły
Alex zakochuje się w Mai, dziewczynie Kowalika, człowieka z dużą kasą niewiadomego pochodzenia. Kowalik ma zobowiązania wobec Napalonego, który zainwestował pieniądze i nie może ich odzyskać. Alex w ramach praktyk studenckich opiekuje się byłym pracownikiem UB Kozarem. Kozar zmęczony starością i chorobami prosi Alexa, żeby odebrał mu życie w zamian za 16 tysięcy dolarów. Chłopak waha się, ale ostatecznie ulega namowom starca.